# 臺北市自主學習實驗計畫
台北市自主學習實驗計畫是台灣台北市的一個「（國民中學、高級中學）六年一貫」的自主學習實驗計畫，全名「台北市國、高中六年一貫自主學習中學實驗計畫」，在1998年由台北市立北政國民中學校長與家長會邀請李雅卿計劃並主持。曾在北政國中因為「一校兩制」引起爭議。台北市政府教育局一度決定停辦，使學生和家長在2001年發起連署「救校」。
該計畫曾得到台北市政府教育局評薦及聯合國教科文組織的高度肯定，但因政策考量，從2001年就未能招收新生，在2006年結束，總計三屆八年。該計畫的部份成員成立自主學習促進會，從事青少年和親職教育，並推廣在家自學。